# نقش‌برجسته خنگ علیوند
نقش برجسته خنگ یارعلی وند در شهرستان ایذه، بخش مرکزی، دهستان حومه غربی، روستای یار علیوند واقع شده و این اثر در تاریخ ۲۶ اسفند ۱۳۸۷ با شمارهٔ ثبت ۲۵۹۹۸ به‌عنوان یکی از آثار ملی ایران به ثبت رسیده است.